# Ravi Kumar
Ravi Kumar (Nahri, 1997.–) indiai szabadfogású birkózó. A 2019-es birkózó-világbajnokságon bronzmérkőzést játszott az 57 kg-os súlycsoportban, szabadfogásban.

## Sportpályafutása
A 2019-es birkózó-világbajnokságon a bronzmérkőzés során az iráni Reza Ahmadali Atrinagarcsi volt ellenfele, akit 6–3-ra legyőzött.